# Girolamo Marafioti
Girolamo Marafioti (Polistena, 1567 – Piana di Gioia Tauro, dopo il 1626) è stato un umanista, storico e presbitero italiano.

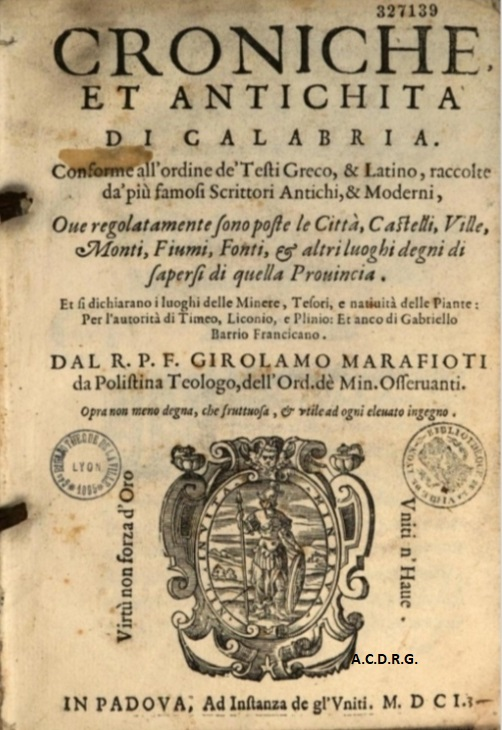
Girolamo Marafioti, Croniche et antichità di Calabria 1601.

Le notizie biografiche su di lui sono molto scarse e desunte per lo più dalle sue opere o da una storia ottocentesca della sua città natale.

## Biografia

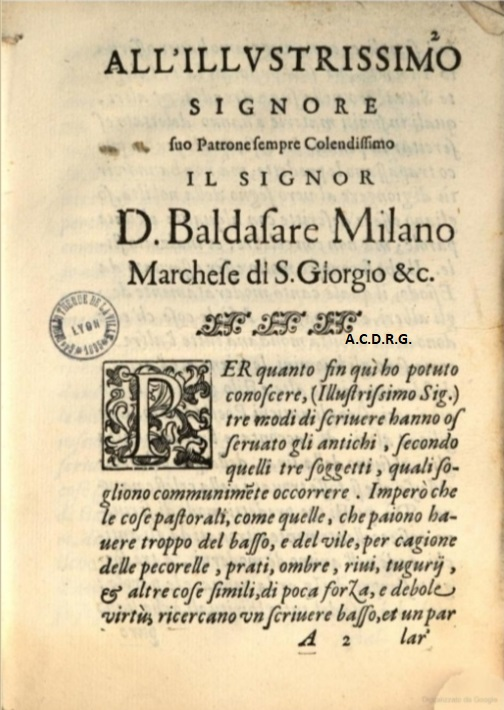
Girolamo Marafioti, Croniche et antichità di Calabria 1601.

Sacerdote appartenente all'Ordine dei Frati Minori, il Marafioti si prefisse il compito di continuare la storia della Calabria dell'umanista Gabriele Barrio. La prima edizione di quell'opera, infatti, si era rivelata talmente piena di errori e di lacune che lo stesso Barrio aveva tentato di emendarla in vista di una seconda edizione, ma ne era stato impedito dalla morte, avvenuta attorno al 1577. Intenzione, parzialmente disattesa, del padre francescano era inoltre quella di ricordare le vite i santi calabresi, specialmente coloro di cui si era persa la memoria.
Le Croniche et antichità di Calabria, in cinque libri, venne edita una prima volta a Napoli nel 1596 mentre una seconda versione accresciuta e corretta venne edita a Padova nel 1601.
Di padre Marafioti sono rimasti anche un'opera teologica e un trattato di mnemotecnica in lingua latina, che ebbe un certo successo tanto che venne tradotto poco tempo dopo in lingua italiana.
Non è noto dove e quando Girolamo Marafioti sia morto. Giovanni Russo, ex direttore del Museo civico "Francesco Jerace" a Polistena, ha suggerito che Marafioti sia deceduto nel 1630 presso il convento nel suo paese natale,  o quantomeno nell’area della piana di Gioia Tauro.

## Opere
- Girolamo Marafioti, Croniche et antichità di Calabria. Conforme all'ordine de' testi greco, & latino, raccolte da' più famosi scrittori antichi, & moderni ..., Padova, Ad instanza de gl'Uniti, 1601. 
Ristampa anastatica: editore Arnaldo Forni, 1975 e 1981. Consultabile on line in Google Libri.